# Ізокліналь
Ізокліналь (рос. изоклиналь, англ. isoclinal, isoclinal fold; нім. Isoklinalfalte f) — складка осадових гірських порід, у якій крила і осьова поверхня мають нахил в один і той же бік і приблизно під однаковим кутом. Утворюються в умовах інтенсивного бічного стиснення або при сповзанні під дією сили тяжіння.
Ізокліналь властива однорідним породам і є показником сильних деформацій.